# Adolfo Navarrete y de Alcázar
Adolfo Navarrete y de Alcázar (La Habana, Cuba, marzo de 1861-Madrid, marzo de 1925) fue un marino militar, biólogo marino y político español, impulsor de la Liga Marítima Española y autor prolífico.

## Biografía
Nació en Cuba, donde estaba destinado su padre, el entonces capitán de fragata gaditano Adolfo Navarrete Escudero. Su carrera militar comenzó cuando ingresa de aspirante en la Escuela Naval Flotante (1876). Se formó en biología marina en la Estación Zoológica de Nápoles y publicó años después los primeros libros españoles sobre oceanografía ("talasografía", 1896) e ictiología marina (1898). Artífice de la Liga Marítima Española, fue su primer secretario general y durante muchos años trabajó para la promoción integradora de las actividades científicas, industriales y comerciales del ámbito marítimo nacional (1890-1925). Gracias a su prestigio como jefe de la Armada fue elegido diputado a Cortes por la circunscripción de Tortosa en las elecciones generales de 1907 en las listas del Partido Conservador.

## Obras
- Manual de Zootalasografia (1896)
- Manual de Ictiología (1898)